# Neotelphusa huemeri
Neotelphusa huemeri is een vlinder uit de familie tastermotten (Gelechiidae). De wetenschappelijke naam is voor het eerst geldig gepubliceerd in 1998 door Nel.
De soort komt voor in Europa.